# بحيرة أكشيكوتشا
بحيرة أكشيكوتشا (ربما من الكيشوا aqchi الباز أو الباشق، qucha البحيرة، "بحيرة الصقور") هي بحيرة في بيرو تقع في إقليم جونين، مقاطعة هوانكايو، تشونغوس منطقة ألتو.